# McKinley Singleton
McKinley Singleton (Memphis, 29 ottobre 1961) è un ex cestista statunitense, professionista nella NBA.

## Carriera
È stato selezionato dai Milwaukee Bucks al sesto giro del Draft NBA 1984 (120ª scelta assoluta).

## Palmarès
- Miglior tiratore di liberi CBA (1987)